# Luna 25
Luna 25 a fost o misiune de aselenizare a companiei ruse Roscosmos. Aceasta urma să aselenizeze în apropierea polului sudic lunar, în craterul Boguslawsky. Inițial numită Luna-Glob lander, a fost redenumită în Luna 25 pentru a sublinia continuitatea programului sovietic Luna din anii 1970, deși face parte din ceea ce a fost la un moment dat conceptualizat ca programul de explorare lunară Luna-Glob. Misiunea a marcat întoarcerea Rusiei pe Lună după o pauză de cinci decenii (ultima misiune lunară a URSS a fost misiunea de returnare a navei Luna 24, în 1976). Misiunea Luna 25 a decolat la 10 august 2023, ora 23:10 UTC, de pe o rachetă Soiuz-2.1b de pe cosmodromul Vostocinîi din regiunea Amur, în estul extrem al Rusiei.
La 20 august 2023, s-a prăbușit pe suprafața Lunii în timpul deorbitării, în urma unor defecțiuni tehnice. Ulterior, în aceeași zi, agenția spațială rusă Roscosmos a declarat că Luna 25 s-a prăbușit pe suprafața Lunii și că modulul de aselenizare nu mai există.

## Misiune
Planurile inițiale ale misiunii prevedeau un lander (modul de aselenizare) și un orbitator, acesta din urmă urmând să desfășoare și penetratoare de impact. În forma sa lansată, Luna 25 a fost doar un lander, având ca misiune principală testarea tehnologică a unei aterizări lunare. Misiunea a transportat 30 kg de instrumente științifice, inclusiv un braț robotizat pentru eșantioane de sol și posibil foraj.

## Instrumente științifice
Landerul a avut o încărcătură utilă de 30 kg, compusă din 9 instrumente științifice:
- ADRON-LR, pentru analiza neutronilor activi și a razelor gama a regolitului
- ARIES-L, pentru măsurarea plasmei în exosferă
- LASMA-LR, spectrometru de masă cu laser
- LIS-TV-RPM, pentru spectrometria în infraroșu a mineralelor și imagistică
- PmL, pentru măsurarea prafului și a micro-meteoriților
- THERMO-L, pentru măsurarea proprietăților termice ale regolitului
- STS-L, imagistică panoramică și locală
- Retroreflector laser, pentru măsurarea mișcărilor de librare ale Lunii și a distanței Pământ-Lună
- BUNI, putere și suport pentru date științifice